# Marali (République centrafricaine)
Marali est une localité de la commune de Fafa-Boungou dans la préfecture de l’Ouham en République centrafricaine. Elle constitue la localité la plus peuplée de la commune.

## Géographie
La localité est située sur les rives de la rivière Fafa et sur la route nationale RN4 au sud de Bouca.

## Histoire
Le 18 octobre 2015, le village est attaqué par le groupe armé, GAU de Bogangolo, il est incendié et les infrastructures publiques sont détruites, on déplore 4 morts. La population fuit en brousse et dans les villages voisins.

## Société
La localité dispose d’un centre de santé et d’une école.